# Jocs

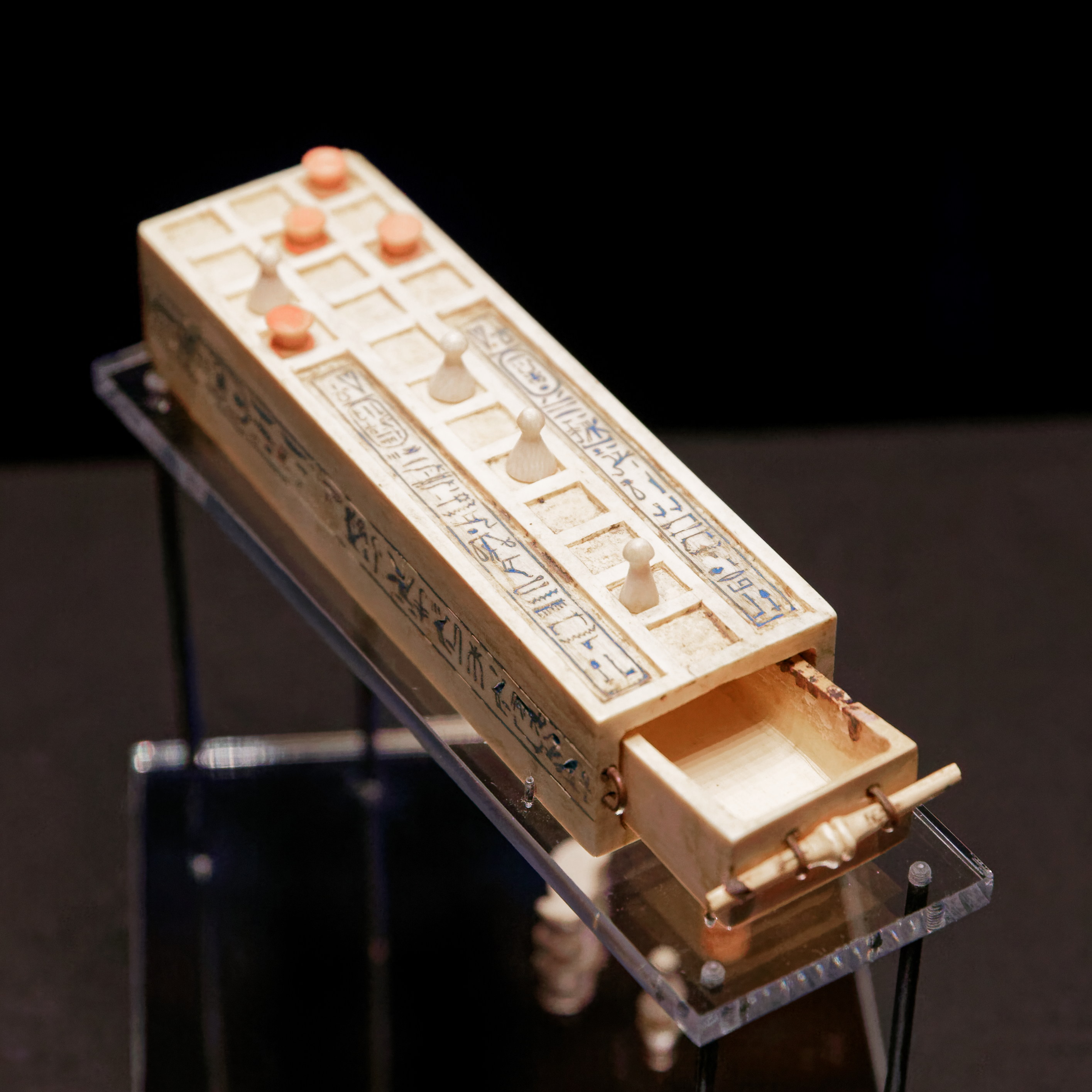
Tauler de joc d’ivori egipci antic a l'exposició del tresor de Tutankamon a París (2019)

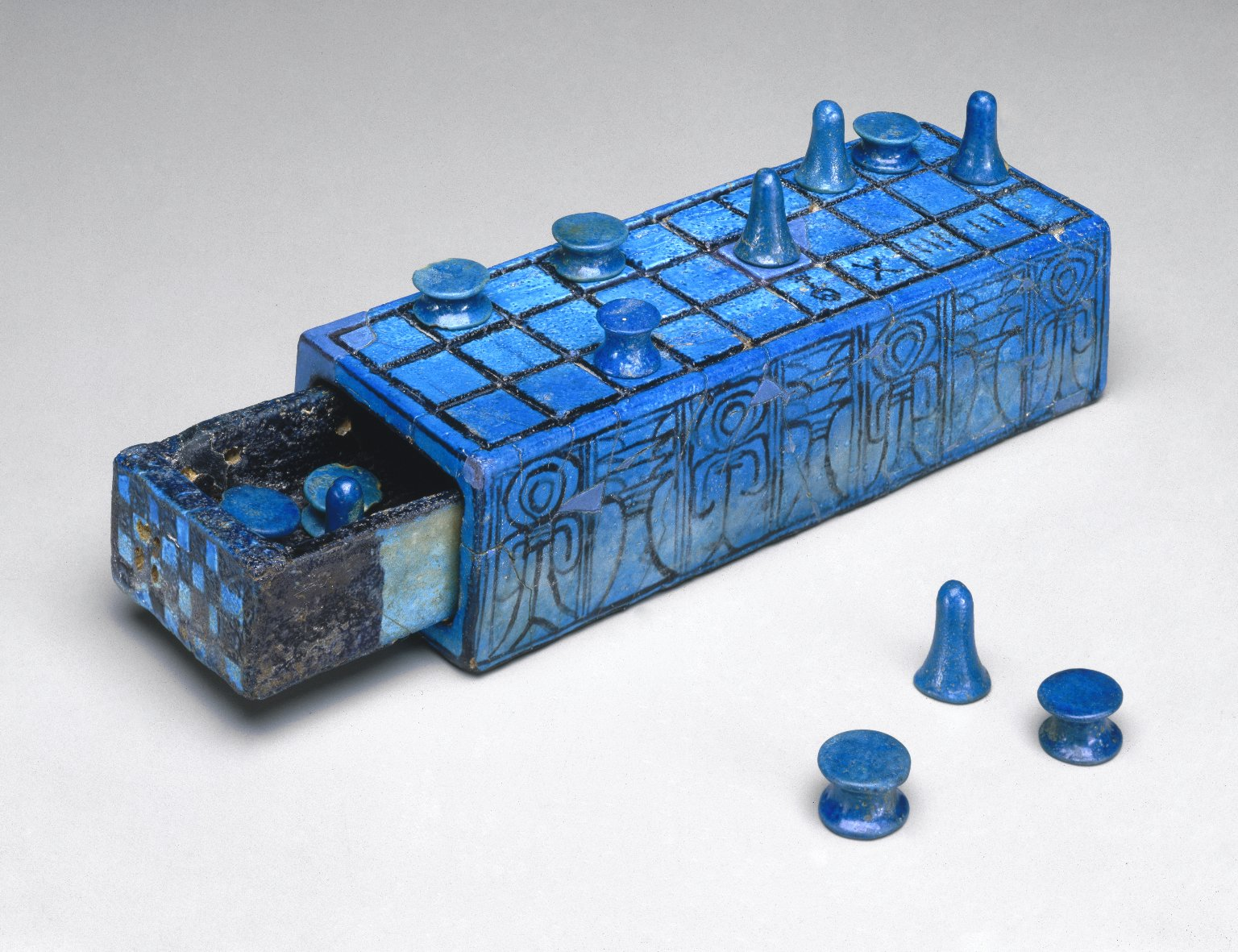
Tauler de joc de l'antic Egipte inscrit per Amenhotep III amb calaix lliscant separat, del 1390 al 1353 BC, al Brooklyn Museum (Nova York)

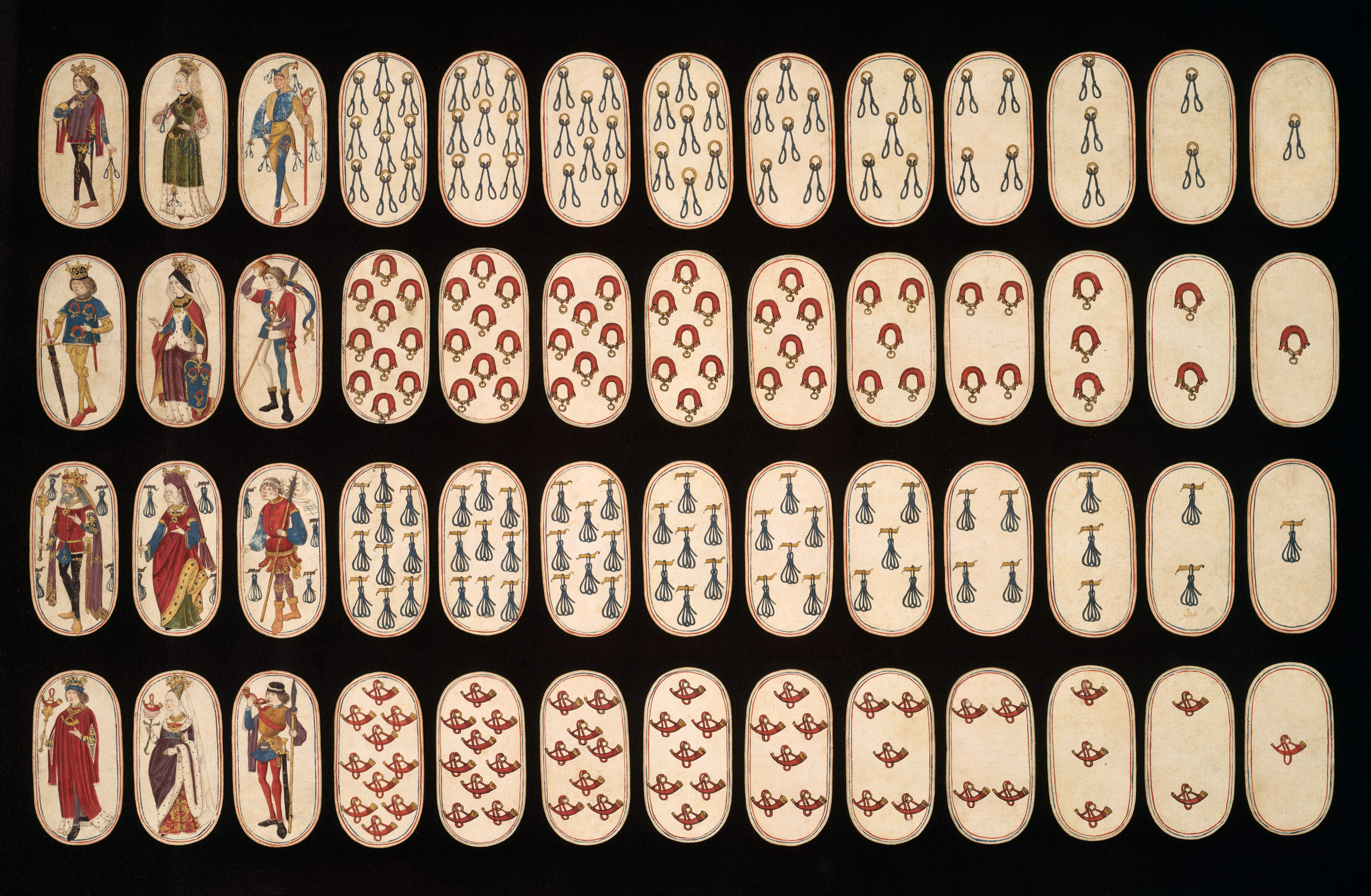
La baralla de cartes més antiga coneguda, el flamenc Hunting Deck, vers 1475-1480, paper amb llapis, tinta, pintura opaca, esmaltats, plata i or aplicats, al Metropolitan Museum of Art de Nova York

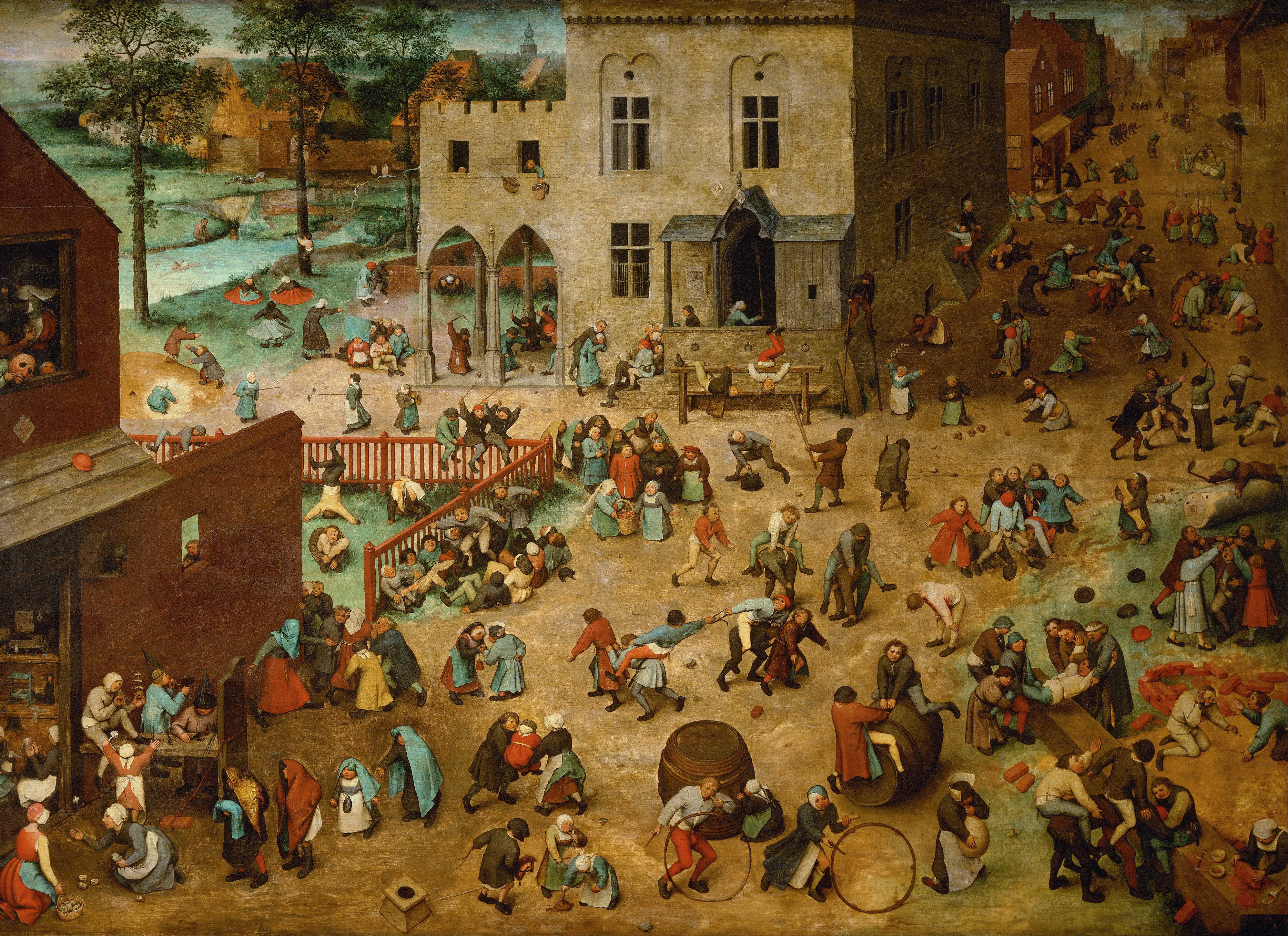
Jocs infantils, 1560, Pieter Bruegel el Vell

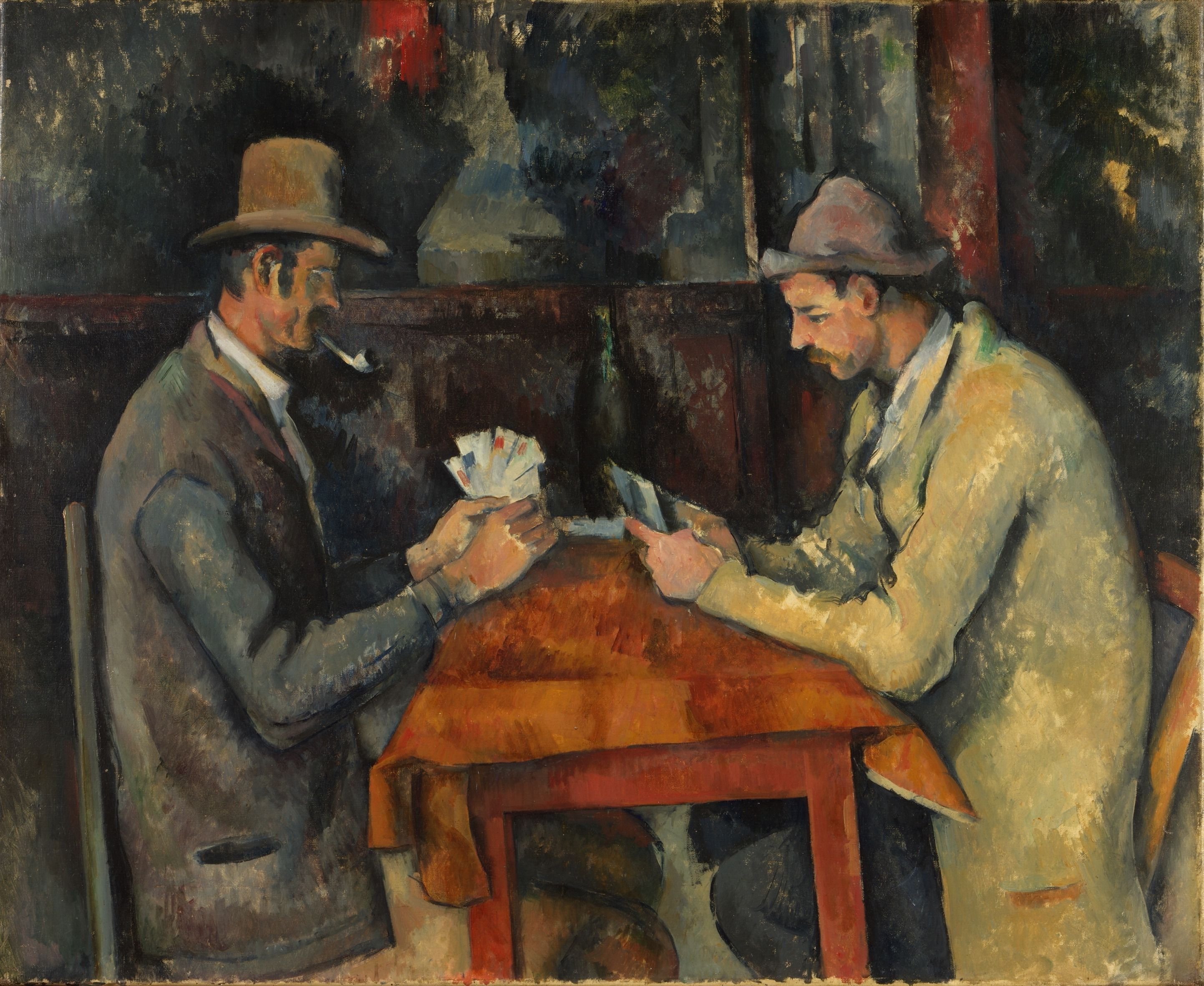
Els jugadors de cartes, una pintura de Paul Cézanne del 1895 que representa un joc de cartes, al Courtauld Institute of Art (Londres)

Els jocs són formes de joc estructurades, que es fan generalment per entreteniment o diversió, i de vegades s'utilitzen com a eina educativa. Els jocs es diferencien del treball, que normalment es realitza a canvi d'una remuneració, i de l'art, que és sovint una expressió d’elements estètics o ideològics. Tanmateix, la distinció no és clara i molts jocs també es consideren treballs (com ara jugadors professionals d’esports o jocs d’espectadors) o artístics (com ara trencaclosques o jocs amb un disseny artístic com Mahjong, solitari o alguns videojocs).
Els jocs de vegades es juguen exclusivament per gaudir, de vegades també per aconseguir una recompensa. Es poden jugar sols, en equips o en línia; per aficionats o per professionals. Els jugadors poden tenir una audiència de no jugadors, com ara quan la gent s'entreté veient un campionat d’escacs. D’altra banda, els jugadors d’un joc poden tenir seguidors. Sovint, part de l'entreteniment per als nens que juguen a un joc consisteix a decidir qui forma part del seu públic i qui és un jugador.
Els components clau dels jocs són els objectius, les regles, el desafiament i la interacció. Els jocs generalment impliquen estimulació mental o física, i sovint ambdues coses. Molts jocs ajuden a desenvolupar habilitats pràctiques, serveixen com a forma d'exercici o realitzen un paper educatiu, de simulació o psicològic.
Amb testimonis ja l'any 2600 aC, jocs són una part universal de l'experiència humana i estan presents en totes les cultures. El joc real d’Ur, Senet i Mancala són alguns dels jocs més antics coneguts.

## Definicions

### Ludwig Wittgenstein
Ludwig Wittgenstein va ser probablement el primer filòsof acadèmic que va abordar la definició de la paraula joc. En les seves investigacions filosòfiques, Wittgenstein va argumentar que els elements dels jocs, com ara el joc, les regles i la competició, no aconsegueixen definir adequadament què són els jocs. A partir d’això, Wittgenstein va concloure que la gent aplica el terme joc a una sèrie d’activitats humanes diverses que només comparteixen semblances familiars. Com mostren les definicions de jocs, aquesta conclusió no va ser definitiva i filòsofs com Thomas Hurka, pensen que Wittgenstein s'equivoca i que la definició de Bernard Suits és una bona resposta al problema.

### Roger Caillois
El sociòleg francès Roger Caillois, al seu llibre Els jocs i els homes, definir un joc com una activitat que ha de tenir les següents característiques:
- diversió : l'activitat s'escull pel seu caràcter alegre
- concret : se circumscriu en el temps i l'espai
- incert : el resultat de l'activitat és imprevisible
- no productiu : la participació no aconsegueix res útil
- regit per regles : l’activitat té regles diferents a les de la vida quotidiana
- fictici : s'acompanya de la consciència d’una realitat diferent

### Chris Crawford
El dissenyador de jocs Chris Crawford va definir el terme en el context dels ordinadors utilitzant una sèrie de dicotomies :
1. L'expressió creativa és art si es fa per la seva pròpia bellesa i entreteniment si es fa per diners.
2. Un entreteniment és un joc si és interactiu. Les pel·lícules i els llibres se citen com a exemples d’entreteniment no interactiu.
3. Si no hi ha objectius associats a un joc, és una joguina. (Crawford assenyala que, segons la seva definició, (a) una joguina pot convertir-se en un element de joc si el jugador adopta regles i (b) Els Sims i SimCity són joguines, no jocs.) Si té objectius, jugar és un repte.
4. Si un repte no té cap "agent actiu contra qui competeixis", és un trencaclosques; si n’hi ha, és un conflicte. (Crawford admet que es tracta d’una prova subjectiva. Els videojocs amb intel·ligència artificial notablement algorítmica es poden jugar com a trencaclosques; Aquests inclouen els patrons que s'utilitzen per eludir fantasmes a Pac-Man.)
5. Finalment, si el jugador només pot superar a l'oponent, però no atacar-lo per interferir en el seu rendiment, el conflicte és una competició. (Les competicions inclouen curses i patinatge artístic.) No obstant això, si es permeten atacs, el conflicte es qualifica com a joc.

La definició de Crawford es pot fer així: una activitat interactiva, orientada a objectius, que genera diners, amb agents actius contra els quals jugar, en què els jugadors (inclosos els agents actius) poden interferir els uns amb els altres.
No obstant això, altres definicions, així com la història, mostren que l'entreteniment i els jocs no es necessiten necessàriament per obtenir beneficis monetaris.

### Altres definicions
- "Un joc és un sistema en què els jugadors participen en un conflicte artificial, definit per regles, que genera un resultat quantificable". (Katie Salen i Eric Zimmerman)[9]
- "Un joc és una forma d'art en què els participants, anomenats jugadors, prenen decisions per gestionar els recursos mitjançant fitxes de joc en la recerca d'un objectiu". (Greg Costikyan)[10] Segons aquesta definició, alguns "jocs" que no impliquen opcions, com Chutes and Ladders, Candy Land i War no són tècnicament jocs més que una màquina escurabutxaques.
- "Un joc és una activitat entre dos o més responsables de la presa de decisions independents que volen assolir els seus objectius en un context limitat ". (Clark C. Abt)[11]
- "Al seu nivell més elemental, podem definir el joc com un exercici de sistemes de control voluntaris en què hi ha una oposició entre forces, limitada per un procediment i unes regles per tal de produir un resultat en desequilibri". (Elliot Avedon i Brian Sutton-Smith)[12]
- "Un joc és una forma de joc amb objectius i estructura". (Kevin J. Maroney)[13]
- "Jugar a un joc és dedicar-se a activitats dirigides a aconseguir un estat de coses específic, utilitzant només els mitjans permesos per regles específiques, en què els mitjans permesos per les regles tenen un abast més limitat que en absència de les regles, i quan l'única raó per acceptar aquesta limitació és fer possible aquesta activitat." (Bernard Suits)[14]
- "Quan elimineu les diferències de gènere i les complexitats tecnològiques, tots els jocs comparteixen quatre trets definitius: un objectiu, regles, un sistema de retroalimentació i participació voluntària". (Jane McGonigal)[15]

## Elements del joc i classificació
Els jocs es poden caracteritzar per "el que fa el jugador". Sovint es coneix com a jugabilitat. Els principals elements identificats en aquest context són eines i regles que defineixen el context general del joc.

### Eines

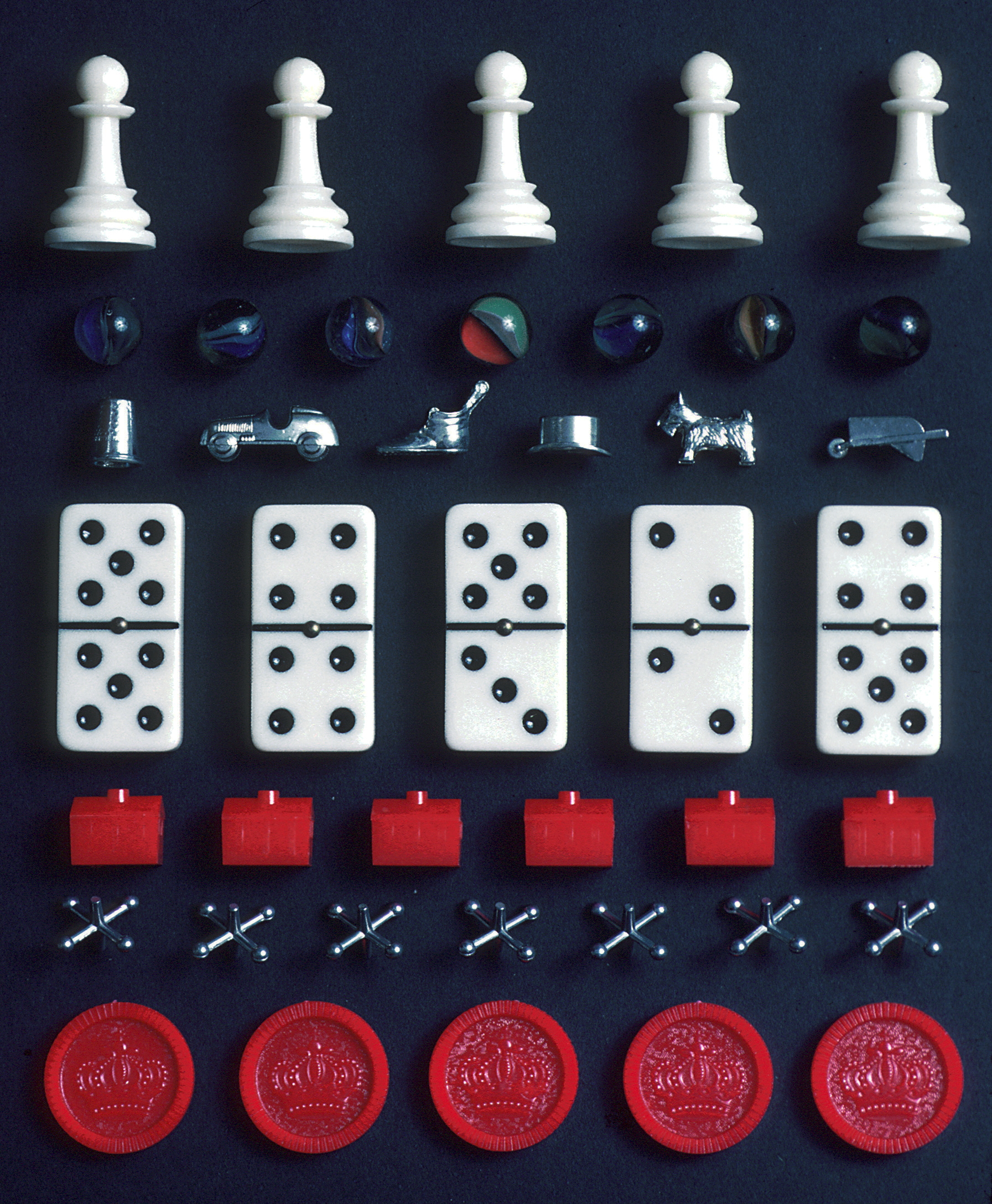
Una selecció de peces de diferents jocs. Des de dalt: peons d'escacs, bales, fitxes Monopoly, dòmino, hotels de Monopoly, ossets i peces de dames.

Els jocs sovint es classifiquen pels components necessaris per jugar-los (per exemple, miniatures, una pilota, cartes, un tauler i peces o un ordinador). Als llocs on l’ús del cuir està ben consolidat, la pilota ha estat una peça de joc popular al llarg de la història registrada, cosa que ha donat lloc a una popularitat mundial de jocs de pilota com el rugbi, el bàsquet, el futbol (futbol), el cricket, el tennis i el voleibol. Altres eines són més idiosincràtiques per a una regió determinada. Molts països d’Europa, per exemple, tenen baralles estàndard exclusives de cartes. Altres jocs com els escacs es poden rastrejar principalment a través del desenvolupament i evolució de les seves peces de joc.
Moltes eines de joc són fitxes destinades a representar altres coses. Una fitxa pot ser un peó sobre un tauler, jugar a diners o un element intangible, com ara un punt aconseguit.
Jocs com fet i amagar o el gat i la rata no fan servir cap eina òbvia; més aviat, la seva interactivitat està definida per l'entorn. Els jocs amb regles iguals o similars poden tenir diferències si es modifica l'entorn. Per exemple, l’amagatall en un edifici escolar difereix del mateix joc quan es juga en un parc; una carrera automobilística pot ser radicalment diferent segons la pista o el recorregut al carrer, fins i tot amb els mateixos cotxes.

### Normes i objectius
Mentre que els jocs sovint es caracteritzen per les seves eines, sovint es defineixen per les seves regles. Tot i que les regles estan subjectes a variacions i canvis, el canvi suficient en les regles sol donar lloc a un joc "nou".
Les regles d'un joc s'han de distingir dels seus objectius. Per a la majoria de jocs competitius, l’objectiu final és guanyar: en aquest sentit, l'escac i mat és l’objectiu dels escacs. Les condicions habituals de guanyar són ser les primeres a acumular una certa quota de punts o fitxes (com a Settlers of Catan), tenir el nombre més gran de fitxes al final del joc (com a Monopoly) o alguna relació de fitxes de joc amb aquelles del seu oponent (com en l’ escac i mat dels escacs). No obstant això, quan parlem dels objectius d’un joc, també ens referim a objectius intermedis: les coses que heu de fer per guanyar el joc. Per exemple, un objectiu intermedi al futbol és marcar gols, perquè marcar gols augmentarà la vostra probabilitat de guanyar el partit (però no és suficient per guanyar el partit).
Els objectius no són només un tipus de regles "especials": la diferència entre les regles d'un joc i els objectius d'un joc és fonamental. Això es pot veure tenint en compte alguns exemples. L’objectiu dels escacs és fer escac i mat, però tot i que s'espera que els jugadors intentin fer escac i mat, no és una regla d’escacs que un jugador hagi de fer escac i mat a l’altre jugador sempre que pugui (de fet, sovint els jugadors no qualificats no aprofiteu per fer-ho). De la mateixa manera, no és una regla del futbol que un jugador hagi de marcar un gol si llença un penal (només s'espera, i no és obligatori, que ho intentarà). A nivell general, la distinció entre les regles i els objectius d’un joc es pot caracteritzar de la següent manera: un objectiu identifica una condició suficient per a l’acció reeixida, mentre que la regla identifica una condició necessària per a l’acció permesa. Si bé per complir els objectius sovint cal un cert grau d’habilitat i (en alguns casos) sort, el compliment de les regles d’un joc només requereix el coneixement de les regles i un intent acurat de seguir-les; poques vegades (si és que mai) requereix sort o requereix habilitats.

### Habilitat, estratègia i atzar
Les eines i les regles d’un joc donaran lloc a què requereixin habilitat, estratègia, sort o una combinació d’aquestes, i es classifiquen en conseqüència.
Els jocs d’habilitat inclouen jocs d’habilitat física, com ara lluita lliure, estira- i-arronsa, xarranca, tir esportiu i jocs d’habilitat mental com ara dames i escacs. Els jocs d’estratègia inclouen dames, escacs, Go, arimaa i tic-tac-toe, i sovint requereixen equipament especial per jugar-hi. Els jocs d’atzar inclouen jocs d'atzar (blackjack, mahjong, ruleta, etc.), a més de serps i escales i pedra, paper, tisores ; la majoria requereixen equipament com cartes o daus. Tanmateix, la majoria dels jocs contenen dos o tots aquests tres elements. Per exemple, el futbol americà i el beisbol impliquen tant habilitat física com estratègia, mentre que tiddlywinks, pòquer i Monopoly combinen estratègia i atzar. Molts jocs de cartes i de taula combinen els tres; la majoria de jocs que fan trucs que impliquen habilitat mental, estratègia i un element d’atzar, igual que molts jocs de taula estratègics com Risk, Settlers of Catan i Carcassonne.

### Jocs per a un jugador
La majoria de jocs requereixen diversos jugadors. No obstant això, els jocs per a un jugador són únics pel que fa al tipus de desafiaments als quals s'enfronta un jugador. A diferència d’un joc amb diversos jugadors que competeixen entre si o per aconseguir l’objectiu del joc, un joc per a un jugador és una batalla únicament contra un element de l'entorn (un oponent artificial), contra les pròpies habilitats, contra el temps o contra l’atzar. Jugar amb un io-io o jugar a tenis contra una paret no es reconeix generalment com jugar a un partit a causa de la manca de formidables oposicions. Molts jocs descrits com a "jugador individual" es poden anomenar en realitat trencaclosques o diversió.

### Jocs multijugador

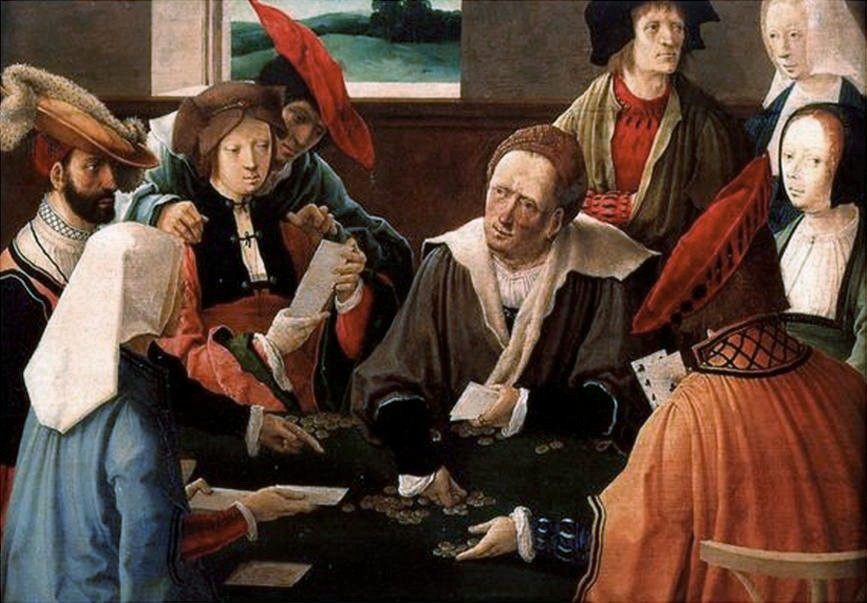
Els jugadors de cartes de Lucas van Leyden (1520) representa un joc de cartes multijugador.

Un joc multijugador és un joc de diversos jugadors que poden ser adversaris o equips independents. Els jocs amb molts jugadors independents són difícils d’analitzar formalment mitjançant la teoria dels jocs, ja que els jugadors poden formar i canviar de coalició. El terme "joc" en aquest context pot significar un joc real per a l'entreteniment o una activitat competitiva que es pot descriure en principi mitjançant la teoria de jocs matemàtics.

#### Teoria de jocs
John Nash va demostrar que els jocs amb diversos jugadors tenen una solució estable sempre que es prohibeixin les coalicions entre jugadors. Nash va guanyar el premi Nobel d'economia per aquest important resultat que va ampliar la teoria de von Neumann dels jocs de suma nul·la. La solució estable de Nash es coneix com l'equilibri de Nash.
Si es permet la cooperació entre jugadors, el joc es torna més complex. S'han desenvolupat molts conceptes per analitzar aquests jocs. Tot i que aquests han tingut un cert èxit parcial en els camps de l'economia, la política i els conflictes, encara no s'ha desenvolupat cap bona teoria general.
En la teoria dels jocs quàntics, s'ha trobat que la introducció d'informació quàntica en els jocs multijugador permet un nou tipus d’estratègia d’equilibri que no es troba en els jocs tradicionals. L'entrellaçament quàntic de les decisions dels jugadors pot tenir l'efecte d’un contracte evitant que els jugadors es beneficiïn del que es coneix com a traïció.

## Tipus

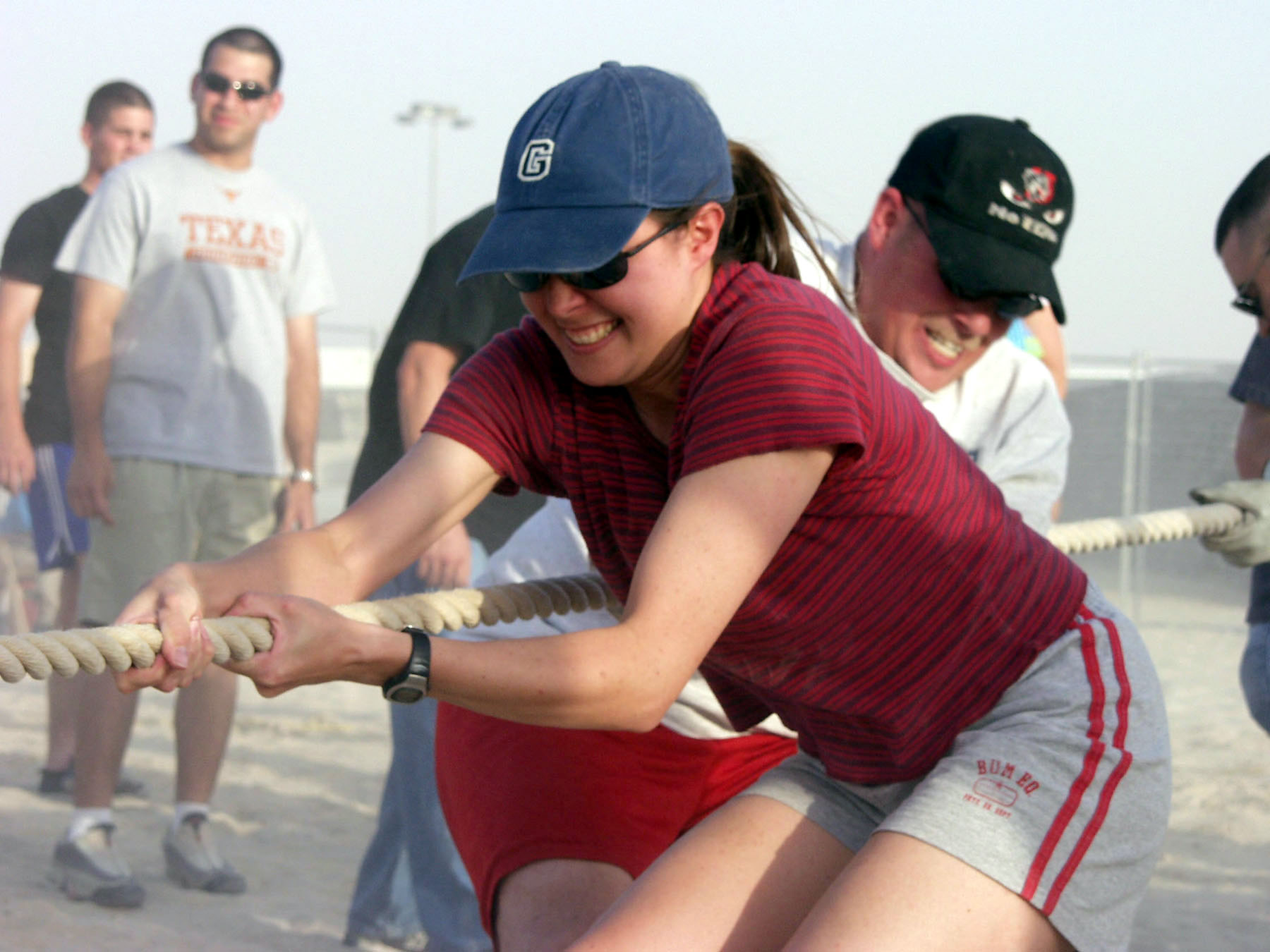
El joc d'estirar la cord és un joc improvisat i fàcil d’organitzar que requereix poc equipament

Els jocs poden adoptar diverses formes, des d’ esports competitius fins a jocs de taula i videojocs.

### Esports

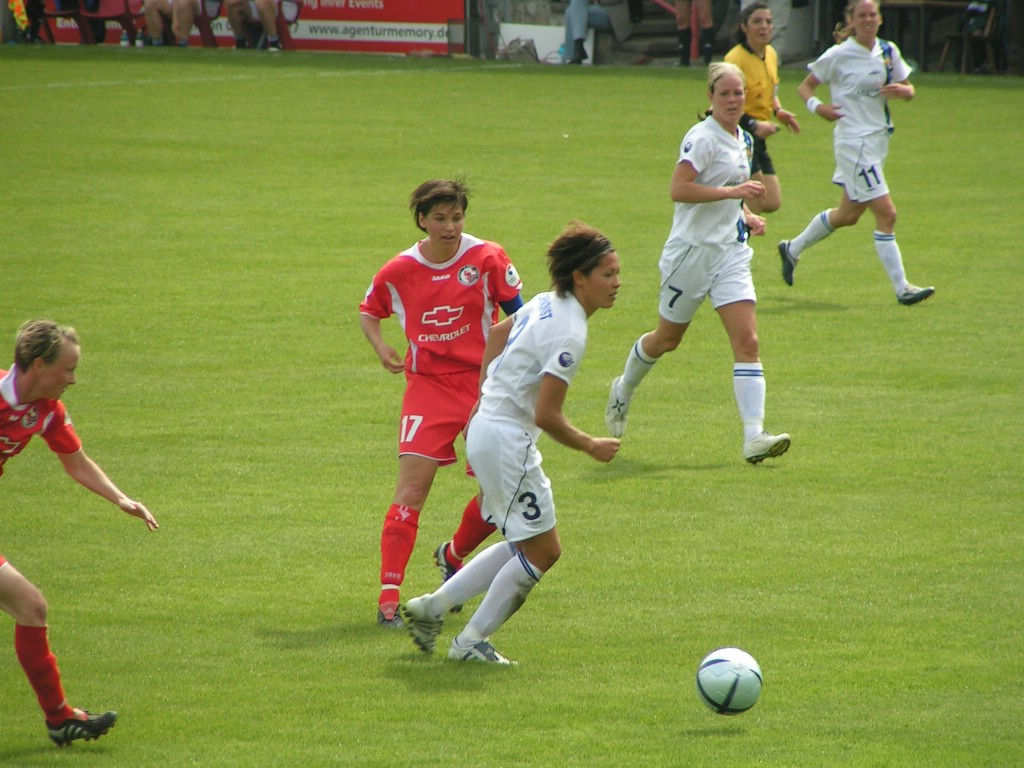
El futbol és un esport popular a tot el món.

Molts esports requereixen equipament especial i camps de joc dedicats, cosa que comporta la implicació d’una comunitat molt més gran que el grup de jugadors. Una ciutat o un poble pot destinar aquests recursos per a l'organització de lligues esportives.
Els esports populars poden tenir espectadors entretinguts només veient jocs. Una comunitat sovint s'alinea amb un equip esportiu local que suposadament la representa (fins i tot si l'equip o la majoria dels seus jugadors només s'hi van instal·lar recentment); sovint s'alinea contra els seus oponents o tenen rivalitats tradicionals. El concepte de fans va començar amb els amants de l'esport.
Alguns esports de competició, com ara les carreres i la gimnàstica, no són jocs segons algunes definicions, tot i la inclusió de molts als Jocs Olímpics, perquè els competidors no interactuen amb els seus oponents; simplement es desafien mútuament de manera indirecta.

#### Jocs de gespa
Els jocs de gespa són jocs a l’aire lliure que es poden jugar sobre una gespa; una àrea d’herba segada (o alternativament, en altres terrenys) generalment més petits que un camp d’esports (camp). Les variacions de molts jocs que tradicionalment es juguen en un camp esportiu es comercialitzen com a "jocs de gespa" per a ús domèstic en un jardí davanter o posterior. Els jocs de gespa habituals inclouen ferradures, llop, croquet, botxes, bitlles i estaca.

### Jocs de taula
Un joc de taula és un joc on els elements es limiten a una àrea petita i requereixen poc esforç físic, generalment simplement col·locant, recollint i movent peces de joc. La majoria d'aquests jocs es juguen en una taula al voltant de la qual s'asseuen els jugadors i sobre els quals es troben els elements del joc. No obstant això, molts jocs que pertanyen a aquesta categoria, especialment els jocs de festa, tenen una forma més lliure en el seu joc i poden implicar activitat física com ara el mímic. Tot i així, aquests jocs no requereixen una àrea gran per jugar-hi, grans quantitats de força o resistència, ni equip especialitzat que no sigui el que es presenta en una caixa.

#### Jocs de destresa i coordinació
Aquesta classe de jocs inclouen qualsevol joc en què l'element d'habilitat implicat es relacioni amb la destresa manual o la coordinació mà-ull, però exclouen els videojocs. Els jocs com el ossets, el paper de futbol i el Jenga només requereixen equips molt portàtils o improvisats i es poden jugar a qualsevol superfície plana, mentre que altres exemples, com ara pinball, billar, hoquei aeri, futbolí i hoquei taula, requereixen taules especialitzades o altres mòduls autònoms on es juga el joc. L'aparició dels sistemes de videojocs domèstics va substituir en gran part alguns d'aquests, com l'hoquei de taula, però l'hoquei d'aire, el billar, el paintball i el futbolí segueixen sent accessoris populars a les sales de jocs privades i públiques.

#### Jocs de taulell

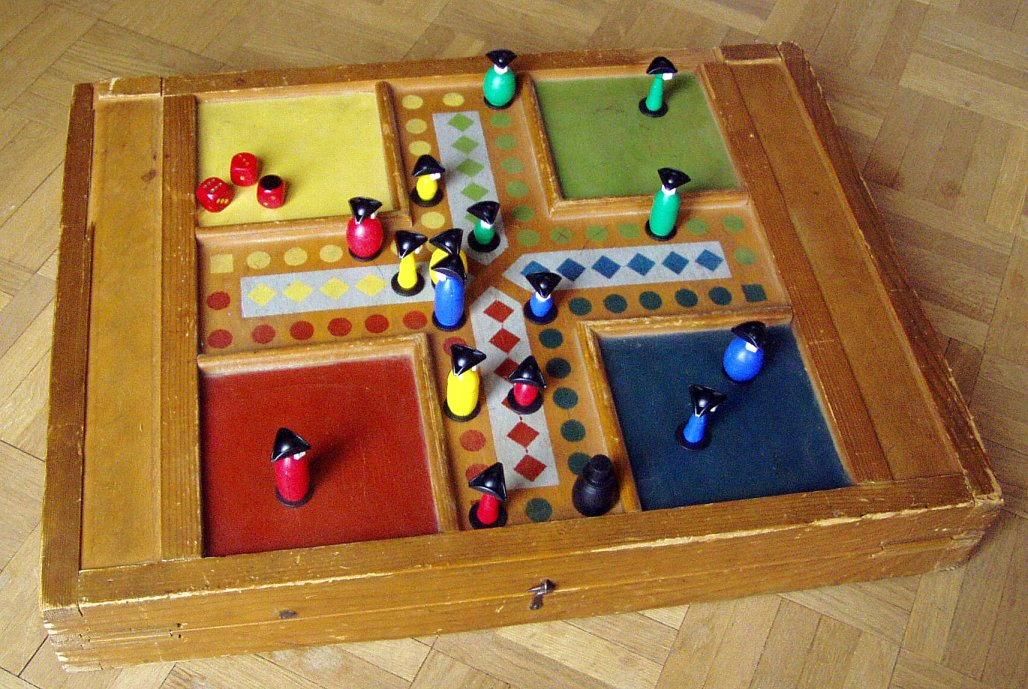
Parcheesi és una adaptació nord-americana d’un Pachisi, originari de l’Índia.

Els jocs de taula fan servir com a eina central un tauler sobre el qual es fa un seguiment de l'estat, recursos i progrés dels jugadors mitjançant fitxes físiques. Molts també inclouen daus o cartes. La majoria dels jocs que simulen la guerra són jocs de taula (tot i que s'han creat un gran nombre de videojocs per simular un combat estratègic), i el tauler pot ser un mapa on es mouen les fitxes dels jugadors. Pràcticament tots els jocs de taula comporten un joc "per torns"; un jugador contempla i després fa una jugada, el següent jugador fa el mateix i un jugador només pot actuar al seu torn. Això s'oposa al joc en temps real, tal com es troba en alguns jocs de cartes, la majoria d’esports i la majoria de videojocs.
Alguns jocs, com els escacs i Go, són completament deterministes, basant-se només en l'element d’estratègia per al seu interès. Aquests jocs se solen descriure com a informació perfecta; l'única incògnita són els processos de pensament exactes de l'oponent, no el resultat de cap esdeveniment desconegut inherent al joc (com ara un sorteig de cartes o un tir de daus). Els jocs infantils, en canvi, solen estar molt basats en la sort, amb jocs com ara Candy Land i Serps i escales que pràcticament no tenen decisions a prendre. Segons algunes definicions, com la de Greg Costikyan, no són jocs, ja que no hi ha decisions que afectin el resultat. Molts altres jocs amb un alt grau de sort no permeten atacs directes entre oponents; l'esdeveniment aleatori simplement determina un guany o una pèrdua en la posició del jugador actual dins del joc, que és independent de qualsevol altre jugador; el "joc" llavors és en realitat una "raça" per definicions com la de Crawford.
La majoria dels altres jocs de taula combinen factors d’estratègia i sort; el joc de backgammon requereix que els jugadors decideixin la millor jugada estratègica en funció del llançament de dos daus. Els jocs de curiositats tenen una gran quantitat d’atzar en funció de les preguntes que es fan a una persona. Els jocs de taula a l'estil alemany són notables per tenir sovint un factor de sort força menor que molts jocs de taula.
Els grups de jocs de taula inclouen jocs de carreres, jocs de rodar i moure, jocs d’estratègia abstractes, jocs de paraules i jocs de guerra, a més de curiositats i altres elements. Alguns jocs de taula es divideixen en diversos grups o incorporen elements d'altres gèneres: el crani és un exemple popular, on els jugadors han de tenir èxit en cadascuna de les quatre habilitats: artística, interpretació en directe, curiositats i llenguatge.

#### Jocs de cartes

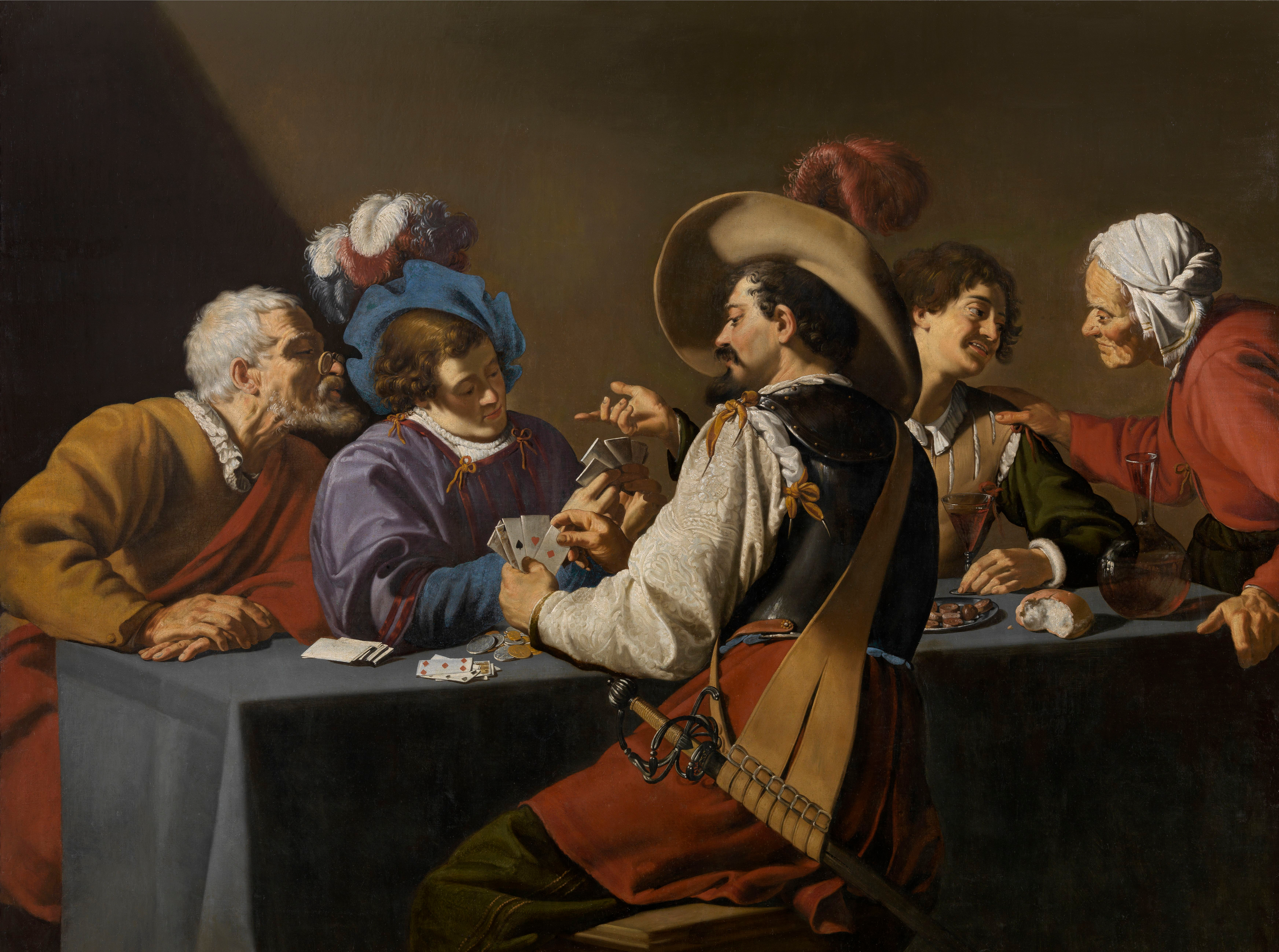
Cartes de joc, de Theodoor Rombouts, segle XVII

Els jocs de cartes fan servir una baralla de cartes com a eina central. Aquestes cartes poden ser una baralla angloamericana estàndard (de 52 cartes) de cartes (com per a bridge, pòquer, remi, etc.), una baralla regional que utilitza 32, 36 o 40 cartes i diferents signes de vestits (com per al popular skat de joc alemany), una baralla de tarot de 78 cartes (que s'utilitza a Europa per jugar a una varietat de jocs de trucs coneguts col·lectivament com a jocs de Tarot, Tarock o Tarocchi), o una baralla específica al joc individual (com ara Set o 1000 Targetes blanques en blanc). Uno i Rook són exemples de jocs que originalment es jugaven amb una baralla estàndard i que des de llavors s'han comercialitzat amb cobertes personalitzades. Alguns jocs de cartes col·leccionables, com ara Magic: The Gathering, es juguen amb una petita selecció de cartes que s'han recollit o comprat individualment a partir de grans conjunts disponibles.
Alguns jocs de taula inclouen una baralla de cartes com a element de joc, normalment per a l’atzar o per fer un seguiment del progrés del joc. Per contra, alguns jocs de cartes com Cribbage utilitzen un tauler amb movers, normalment per mantenir la puntuació. La diferenciació entre els dos gèneres en aquests casos depèn de quin element del joc és el més important en el seu joc; un joc de taula que utilitza cartes per a accions aleatòries normalment pot utilitzar algun altre mètode d’atzar, mentre que Cribbage es pot anotar igualment en paper. Aquests elements, tal com s'utilitzen, són simplement els mètodes tradicionals i més senzills per aconseguir el seu propòsit.

#### Jocs de daus

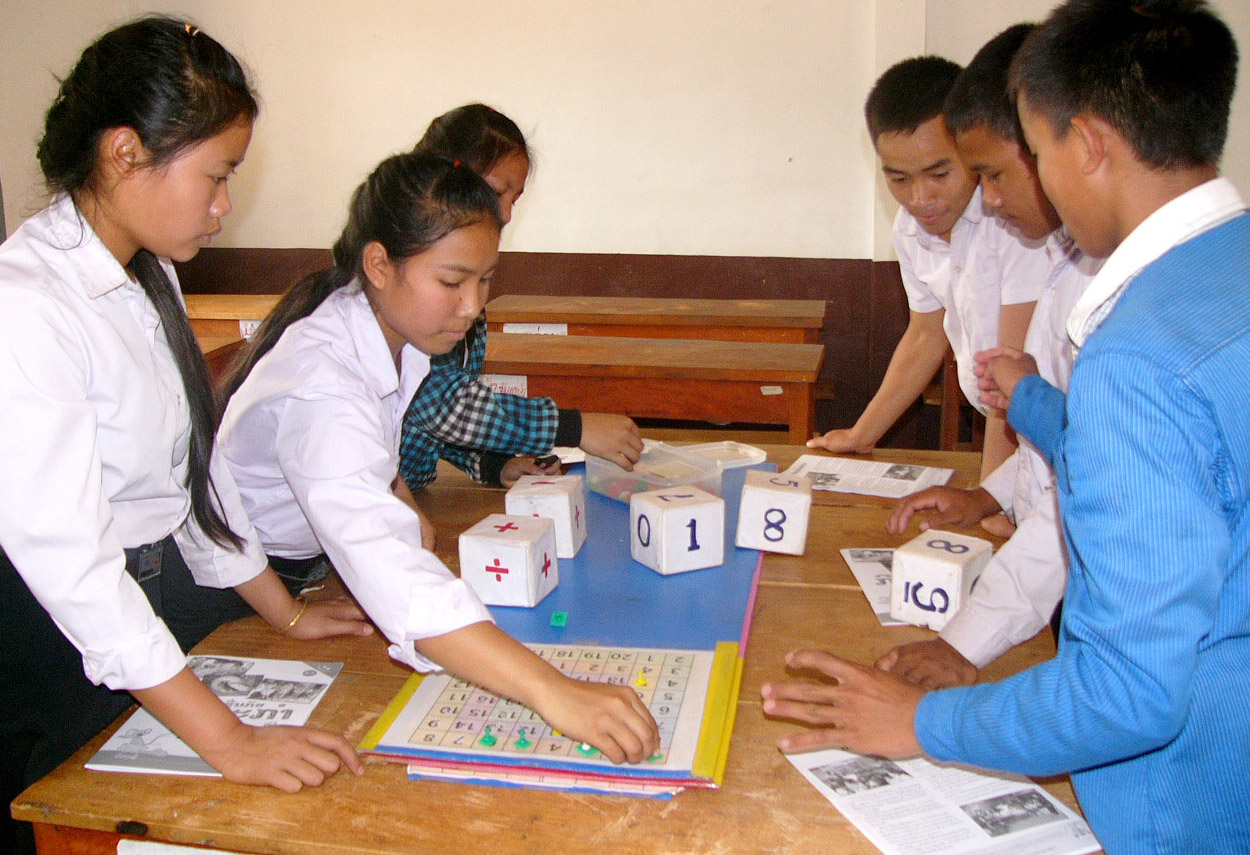
Estudiants que utilitzen daus per millorar les habilitats de numeració. Llancen tres daus i, a continuació, utilitzen operacions matemàtiques bàsiques per combinar-les en un nou número que cobreixen al tauler. L’objectiu és cobrir quatre caselles seguides.

Els jocs de daus utilitzen diversos daus com a element central. Els jocs de taula solen utilitzar daus per a un element d’aleatorització i, per tant, cada tir de daus té un impacte profund en el resultat del joc, tot i que els jocs de daus es diferencien en el fet que els daus no determinen l’èxit o el fracàs d’algun altre element de la joc; sinó que són l’indicador central de la posició de la persona en el joc. Els jocs de daus més populars inclouen Yahtzee, Farkle, Bunco, Liar's dado / Perudo i els daus de pòquer. Com que els daus estan, per la seva pròpia naturalesa, dissenyats per produir nombres aparentment aleatoris, aquests jocs solen comportar un alt grau de sort, que el jugador pot dirigir en certa manera a través d’elements de joc més estratègics i mitjançant principis de la teoria de la probabilitat. Aquests jocs són tan populars com els jocs d’atzar; el joc de Craps és potser l'exemple més famós, tot i que els daus de Liar i els daus de pòquer van ser concebuts originalment com a jocs d'atzar.

#### Jocs de dòmino i fitxes
Els jocs de dòmino són similars en molts aspectes als jocs de cartes, però el dispositiu genèric és un conjunt de fitxes anomenades dòmino, que tradicionalment tenen dos extrems, cadascun amb un nombre determinat de punts, o "pips", i cada combinació de dos possibles Els valors finals tal com apareixen en un mosaic són únics al conjunt. Els jocs que es juguen amb el dòmino se centren principalment en jugar un dòmino des de la "mà" del jugador a l'extrem coincident d'un altre dòmino, i l'objectiu general podria ser sempre poder fer una jugada, fer que tots els punts finals oberts es sumin a un nombre determinat o múltiples, o simplement per jugar a tots els dòmino de la mà al tauler. Els conjunts varien en el nombre de punts possibles en un extrem i, per tant, en el nombre de combinacions i peces; el conjunt més comú històricament és el doble de sis, tot i que en èpoques més recents s'han introduït conjunts "ampliats", com ara el doble de nou, per augmentar el nombre de dòmino disponible, cosa que permet tenir mans més grans i més jugadors en un joc. Muggins, Mexican Train i Chicken Foot són jocs de dòmino molt populars. Texas 42 és un joc de dòmino més similar en el seu joc a un joc de cartes "enganyós".
Les variacions del dòmino tradicional abunden: els triominos són similars en teoria, però són triangulars i, per tant, tenen tres valors per fitxa. De la mateixa manera, un joc conegut com a Quad-Ominos utilitza rajoles de quatre cares.
Alguns altres jocs utilitzen fitxes en lloc de cartes; Rummikub és una variant de la família de jocs de cartes Rummy que utilitza fitxes numerades en rang ascendent entre quatre colors, molt semblant en el maquillatge a un "paquet" de cartes de joc angloamericà de 2 mates. El Mahjong és un altre joc molt similar a Rummy que utilitza un conjunt de fitxes amb valors i art similars a les cartes.
Per acabar, alguns jocs utilitzen rajoles gràfiques per formar un disseny de tauler, en el qual es juguen altres elements del joc. Els colons de Catan i Carcassona en són exemples. En cadascun, el "tauler" està format per una sèrie de fitxes; a Settlers of Catan el disseny inicial és aleatori però estàtic, mentre que a Carcassona el joc es juga "construint" el tauler fitxa per fitxa. Hive, un joc d'estratègia abstracte que utilitza fitxes com a peces mòbils, té elements mecànics i estratègics similars als escacs, tot i que no té tauler; les pròpies peces formen el traçat i poden moure-s'hi.

#### Jocs de llapis i paper
Els jocs de llapis i paper requereixen poc o cap equip especialitzat que no sigui material d’escriptura, tot i que alguns d’aquests jocs s'han comercialitzat com a jocs de taula (l’ Scrabble, per exemple, es basa en la idea d’un mots encreuats i conjunts de tic-tac-toe amb la reixeta i les peces en caixa estan disponibles comercialment). Aquests jocs varien àmpliament, des de jocs centrats en un disseny que es dibuixa com Pictionary i jocs de "connect-the-dots" com els brots, fins a jocs de lletres i paraules com Boggle i Scattergories, fins a jocs de solitari i trencaclosques de lògica com Sudoku i mots encreuats trencaclosques.

#### Jocs d’endevinalles
Un joc d’endevinalles té com a nucli una informació que un jugador coneix i l’objectiu és obligar els altres a endevinar aquesta informació sense divulgar-la realment en text o paraula. Xarades és probablement el joc més conegut d’aquest tipus i ha generat nombroses variants comercials que impliquen diferents regles sobre el tipus de comunicació que es donarà, com ara Catch Phrase, Taboo, Pictionary i similars. El gènere també inclou molts espectacles de jocs com Win, Lose or Draw, Password i $ 25.000 Pyramid.

### Videojocs
Els videojocs són jocs controlats per ordinador o microprocessador. Els ordinadors poden crear espais virtuals per a una gran varietat de tipus de jocs. Alguns videojocs simulen objectes de joc convencionals com cartes o daus, mentre que altres poden simular entorns basats en la realitat o fantàstics en el disseny, cadascun amb el seu propi conjunt de regles o objectius.
Un ordinador o un videojoc utilitza un o més dispositius d’entrada, normalment una combinació de botons / palanca de control (en jocs arcade); un teclat, un ratolí o un ratolí de bola; o un controlador o una eina sensible al moviment (jocs de consola). També s'han utilitzat dispositius més esotèrics com els controladors de paddle.
Hi ha molts gèneres de videojocs; el primer videojoc comercial, Pong, va ser una simple simulació de tennis de taula. A mesura que augmentava la potència de processament, es van desenvolupar nous gèneres, com ara jocs d’aventura i acció, que implicaven un jugador que guiava un personatge des d’una perspectiva de tercera persona a través d’una sèrie d’obstacles. Aquest element "en temps real" no es pot reproduir fàcilment amb un joc de taula, que generalment es limita a l'estratègia "per torns"; aquest avantatge permet als videojocs simular situacions com el combat de manera més realista. A més, el joc d’un videojoc no requereix la mateixa habilitat física, força o perill que una representació real del joc i pot proporcionar una física molt realista, exagerada o impossible, permetent elements de naturalesa fantàstica, jocs amb violència física o simulacions d’esports. Finalment, un ordinador pot, amb diversos graus d’èxit, simular un o més adversaris humans en jocs de taula tradicionals com els escacs, donant lloc a simulacions d’aquest tipus de jocs que pot ser jugat per un sol jugador.
En simulacions per ordinador més obertes, també conegudes com a jocs d’estil sandbox, el joc proporciona un entorn virtual on el jugador pot ser lliure de fer el que vulgui dins dels límits d’aquest univers. De vegades, hi ha una manca d’objectius o d’oposició, cosa que ha suscitat cert debat sobre si s'haurien de considerar “jocs” o “joguines”. (Crawford esmenta específicament la SimCity de Will Wright com a exemple de joguina.)

#### Jocs en línia
Els jocs en línia han format part de la cultura des dels primers dies d’ordinadors en xarxa. Els primers sistemes comercials com PLATO eren almenys tan famosos pels seus jocs com pel seu valor estrictament educatiu. El 1958, Tennis for Two va dominar i va cridar l'atenció sobre l'oscil·loscopi del Laboratori Nacional de Brookhaven; durant la dècada de 1980, PARC era conegut principalment per Maze War, que es va oferir com a demostració pràctica als visitants.
Els jocs en línia moderns es juguen mitjançant una connexió a Internet; alguns tenen programes dedicats per a clients, mentre que altres només requereixen un navegador web. Alguns jocs de navegador més senzills atrauen grups demogràfics de jocs més informals (sobretot públics més antics) que, en cas contrari, juguen a molt pocs videojocs.

### Jocs de rol
Els jocs de rol són un tipus de joc en què els participants acostumen a assumir el paper de personatges que actuen en un entorn fictici. Els jocs de rol originals, o almenys els que es comercialitzen com a tal, es juguen amb un grapat de participants, generalment presencials, i fan un seguiment de la ficció en desenvolupament amb llapis i paper. Junts, els jugadors poden col·laborar en una història relacionada amb aquests personatges; crear, desenvolupar i "explorar" l'entorn; o experimentar una aventura fora dels límits de la vida quotidiana. Els jocs de rol inclouen, per exemple, Dungeons & Dragons i GURPS.
El terme joc de rol també ha estat apropiat per la indústria del videojoc per descriure un gènere de videojocs. Es poden tractar de jocs per a un sol jugador on un jugador experimenta un entorn i una història programats, o poden permetre als jugadors interactuar a través d'Internet. L'experiència sol ser força diferent dels jocs de rol tradicionals. Els jocs per a un sol jugador inclouen Final Fantasy, Fable, The Elder Scrolls i Mass Effect. Els jocs multijugador en línia, sovint coneguts com a jocs de rol massius multijugador en línia, o MMORPG, inclouen RuneScape, EverQuest 2, Guild Wars, MapleStory, Anarchy Online i Dofus. El 2009, el MMORPG amb més èxit va ser World of Warcraft, que controlava la majoria del mercat.

### Jocs de negocis
Els jocs de negocis poden adoptar diverses formes, des de jocs de taula interactius fins a jocs interactius que impliquen diferents accessoris (pilotes, cordes, cèrcols, etc.) i diferents tipus d’activitats. El propòsit d’aquests jocs és enllaçar amb algun aspecte del rendiment organitzatiu i generar discussions sobre la millora del negoci. Molts jocs de negocis se centren en els comportaments organitzatius. Alguns són simulacions per ordinador, mentre que altres són dissenys simples per jugar i informar. La formació d'equips és un focus comú d'aquestes activitats.